# 📺
 📺 is een teken uit de Unicode-karakterset dat een televisie voorstelt, Deze emoji is in 2010 geïntroduceerd met de Unicode 6.0-standaard.

## Betekenis

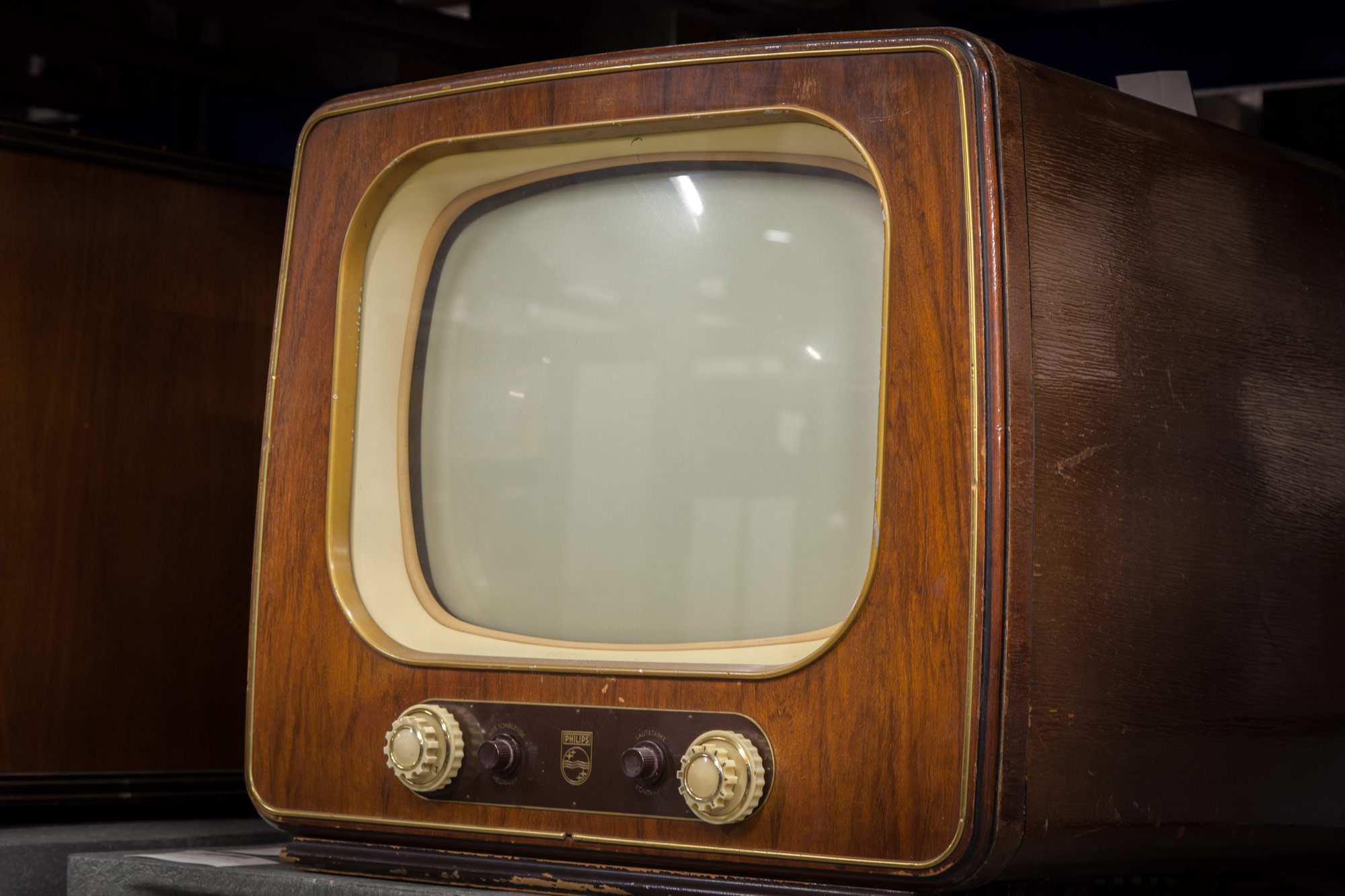
Een Philips televisieontvanger, model TD1422A uit 1950

Deze emoji geeft in de meeste implementaties een klassieke beeldbuis-televisieontvanger weer, enkele implementaties beelden een moderne flatscreen-tv af.

## Codering

De Twemoji-implementatie

### Unicode
In Unicode vindt men de 📺 onder de code U+1F4FA (hex).

### HTML
In HTML kan men in hex de volgende code gebruiken: &#x1F4FA;

### Shortcode
In software die shortcode ondersteunt zoals GitHub en Slack kan het karakter worden opgeroepen met de code :tv:.

### Unicode-annotatie
De Unicode-annotatie voor toepassingen in het Nederlands (bijvoorbeeld een Nederlandstalig smartphonetoetsenbord) is televisie. De emoji is ook te vinden met de sleutelwoorden tv en beeld.